# Flagge Berlins

Landesflagge von Berlin (3:5)

Die Flagge von Berlin mit den Farben Weiß-Rot zeigt den Berliner Bären. Sie wird mit geringfügigen stilistischen Änderungen seit 1911 von der Stadt und vom späteren Land Berlin geführt und wehte erstmals 1913 über dem Roten Rathaus.

## Landesflagge

Bannerform (2:1)

Nach der Verfassung von Berlin führt Berlin die Flagge mit den Farben Weiß-Rot und dem Bären. Das Verhältnis von Breite zu Länge ist 3:5. Die Landesflagge ist in drei Längsstreifen aufgeteilt. Die beiden äußeren Streifen, in der Farbe Rot haben jeweils ein Fünftel der Flaggenbreite. Der mittlere weiße Streifen hat drei Fünftel der Flaggenbreite. In ihm befindet sich die Wappenfigur, die etwas zur Stange hin verschoben ist. Die Wappenfigur, ohne Schildumrahmung, ist ein aufrecht stehender und nach links blickender schwarzer Bär mit roten Krallen und Zunge.
Der Bär ist das Wappentier von Berlin und taucht das erste Mal 1280 in einem Siegel von Berlin auf. Bevor der Bär aber alleiniges Wappensymbol wurde, musste er sich über mehrere Jahrhunderte gegen den brandenburgischen Adler durchsetzen. Die märkischen Farben Rot und Weiß blieben dabei aber erhalten. Seit April 1881 ist Berlin jedoch nicht mehr administrativer Bestandteil der Provinz Brandenburg, später Land Brandenburg.

„Die Landesflagge darf von jedermann gezeigt werden, sofern dies nicht in einer Weise oder unter Umständen geschieht, die dem Ansehen oder der Würde dieses Hoheitszeichens abträglich sind.“

### Geschichte
Im Mittelalter waren die Städte nach der damaligen Heeresverfassung verpflichtet, für den Kriegsfall militärische Einheiten, sogenannte Mannschaften, zu stellen. Diese Mannschaften trugen Fähnlein und Feldbinden, an denen Freund und Feind unterschieden werden konnte. In den Städten wurden diese Flaggen über die Jahre aber auch zunehmend zivil benutzt und wurden so neben den Siegeln und Wappen zu einem städtischen Symbol. Berichten zufolge trugen die alten Berliner auf ihren Fähnlein und Feldbinden die Farben Schwarz-Weiß. Als Stadtfarben wurden die Farben der Wappen übernommen und als spezifisches Berliner Bild erschien stets der schwarze Bär im silbernen (weißen) Schild. Als im 17. Jahrhundert das preußische Königtum auch in Berlin das brandenburgische Kurfürstentum immer mehr in den Hintergrund drängte, konkurrierten die preußischen Farben mit den Berliner Farben. Aus dem Bewusstsein der Bevölkerung verschwand allmählich die Tatsache, dass Schwarz-Weiß als Stadtfarben weit älter als die preußischen Staatsfarben, die Hausfarben der Hohenzollern, sind.

Flagge Berlins 1861–1911 (2:3)

Die Unwissenheit über die eigenen Stadtfarben und der Umstand, als Stadt die gleichen Farben wie der Staat zu führen, verursachte zunehmend Unbehagen bei den Berlinern. Die Rückkehr Wilhelms I. und seiner Frau Augusta von der Krönung in Königsberg veranlasste Rudolf Virchow, der nicht nur Arzt, sondern auch Stadtverordneter war, am 30. Oktober 1861 folgenden Antrag zu stellen: „Nachdem sich bei den Einholungsfeierlichkeiten gezeigt hat, daß selbst offizielle Zweifel über die Berliner Stadtfarben bestehen …, so ersucht die Versammlung den Magistrat, Nachforschungen über die Stadtfarben anstellen zu lassen, eventualiter die von allen Städten des alten Hansebundes geführten rot-weißen Farben für die offiziellen zu erklären.“ Bis Mitte des 15. Jahrhunderts war Berlin Mitglied der Hanse. Der Stadtarchivar Ernst Fidicin schlug in einem Bericht die Farben Schwarz-Rot-Weiß in waagerechter Folge vor. Bezugnehmend auf diesen Bericht, heißt es in einer Vorlage des Magistrats für das Stadtparlament vom 20. November desselben Jahres, dass diese Farben die richtigen seien. Am 19. Dezember 1861 schlossen sich die Stadtverordneten dieser Auffassung an.
Aber auch mit dieser Flagge hatte man wenig Glück. Nach nicht einmal sechs Jahren begannen die Verwirrungen erneut. Der 1867 gegründete Norddeutsche Bund bestimmte Schwarz-Weiß-Rot zu seinen Farben. Die Farben wurden 1871 vom Deutschen Kaiserreich übernommen. Die Berliner, die von Hause aus keine Flaggenexperten waren, aber auch Gäste waren verwundert, wenn bei festlichen Gelegenheiten die Stadt mit schwarz-weiß-roten Flaggen geschmückt war, aber ausgerechnet auf dem Rathaus Flaggen mit scheinbar falsch angeordneten Farben wehten. Häufig glaubte man auch, es handele sich um die republikanische Flagge aus den Revolutionsjahren 1848/49, und der untere weiße Streifen sei nur der ausgeblichene goldene bzw. gelbe Streifen. Um diese Irrungen und Wirrungen zu beenden, plädierten manche dafür, die Streifen senkrecht anzuordnen. Doch dies schien ganz unmöglich, da nur die romanischen Nationen wie zum Beispiel Frankreich und Italien ihre Farbstreifen senkrecht stellen, aber fast alle germanischen Völker ihre Farbstreifen waagerecht anordnen. Andere schlugen vor, die Flagge in fünf oder sieben schmale schwarze, rote und weiße Streifen einzuteilen.
Je länger der Wirrwarr anhielt umso mehr verdross er. Am 15. Februar 1908 ersuchte der Magistrat das Königlich Geheime Staatsarchiv und das Königliche Heroldsamt um Auskunft und Vorschläge. Die Antworten der beiden Institutionen war allerdings nicht besonders hilfreich. Das Staatsarchiv ließ verlauten, dass entsprechend dem roten Adler im weißen Feld die Wappenfarben Rot-Weiß, nach dem Eindringen des Bären in den Wappenschild Rot-Schwarz-Weiß und nach dem Verdrängen des Adlers Schwarz-Weiß gewesen sei. Der historischen Entwicklung des Wappens entspreche demnach die Zusammenstellung Rot-Weiß, die seit 1861 übliche Aufeinanderfolge Schwarz-Rot-Weiß schließe sich dagegen der späteren Umbildung an. Auch das Heroldsamt wollte an den Farben von 1861 festhalten. Es schrieb: „sehr ergebenst anheimgeben … daß, wenn die nun seit fast 50 Jahren gebräuchlichen Farben bereits zu vielen Irrtümern und häufigen Vorstellungen bei dem Magistrat geführt haben, eine zur besseren (leichteren) Abhebung von den Reichsfarben erfolgende willkürliche Farbenwahl kein anderes Ergebnis zeitigen würde.“ Das Heroldsamt schlug aber auch vor, die Flagge mit dem Wappen zu belegen. Eine Idee, die später verwirklicht werden sollte.
Da es immer noch keine zufriedenstellende Lösung gab, beauftragte der Oberbürgermeister Kirschner den langjährigen Vorsitzenden der Brandenburgia, Gesellschaft für Heimatkunde der Provinz Brandenburg zu Berlin, und Begründer des Märkischen Museums Stadtrat Ernst Friedel mit der Ausarbeitung neuer Vorschläge für eine Berliner Flagge. Friedel ersetzte zuerst die Farbe Schwarz durch den schwarzen Bären. Dies fand sofort die Billigung seiner Magistratskollegen. Die Anordnung der Farben Rot und Weiß gestaltete sich schwieriger. Nach mehreren Anordnungsversuchen rang man sich dazu durch, das Rot auf zwei gleich breite Streifen am oberen und unteren Rande eines großen weißen Feldes zu beschränken, in welchem der Bär paradiert. Die Unterbringung der Mauerkrone bereitete am meisten Kopfzerbrechen. Schließlich fand sie im oberen Streifen einen Platz, wurde dann aber doch nicht in die neue Flagge übernommen. Am 14. Juni 1911 ersetzte der Magistrat die Schwarz-Rot-Weiße Flagge durch die neue Stadtflagge mit Bären. Die neu gestaltete Flagge erlebte ihre Premiere zum Geburtstag von Kaiser Wilhelm II. am 27. Januar 1913 auf dem Turm des Roten Rathauses. Allerdings bekamen die Berliner nicht viel von der Flagge zu sehen, da es ein recht windstiller Tag war. Umso deutlicher waren alle Einzelheiten beim zweiten Hissen anlässlich des Einzugs des Brautpaares Prinz Ernst August von Braunschweig-Lüneburg und Kaisertochter Viktoria Luise am 16. Februar. Beim Empfang für den bayrischen Prinzregenten Ludwig am 6. und 7. März wehte die Flagge das dritte Mal über dem Rathaus. Der Bürgermeister Reicke unterzeichnete am 22. August 1913 einen Bericht der Städtischen Kunstdeputation, in dem es unter anderem heißt: „Im weiteren Verfolg des im Vorjahr seitens des Magistrats an die Kunstdeputation ergangenen Ersuchens um gutachtliche Äußerung über den vorliegenden Entwurf für eine neue Flagge der Stadt Berlin hat die Deputation die Ausführung der Flagge nach diesem – von dem Kunstmaler, Professor Döpler d. J. herrührenden – Entwurf empfohlen. Dementsprechend wurde dieser Künstler beauftragt, die naturgroßen farbigen Entwürfe für die Ausführung herzustellen. Die ersten neuen Flaggen für das Rathaus sind hiernach im Laufe des Berichtsjahres angefertigt worden.“ Die endgültige Gestaltung der Flagge war damit jedoch nicht gefallen, ebenso wenig wie schon einige Jahre zuvor die Gestaltung des Wappens. Grund für das Scheitern waren die nicht überbrückbar erscheinenden Differenzen zwischen dem Magistrat, dem Verein für die Geschichte Berlins und dem Königlichen Heroldsamt. In den Folgejahren kümmerte man sich nicht um die künstlerische endgültige Form des Bären. Auch bei der Bildung von Groß-Berlin bemühte man sich nicht um ein neues Wappen oder eine neue Flagge.
Erst während der Zeit des Nationalsozialismus widmete man sich wieder dem Thema Wappen und Flagge. 1934 entwarf Sigmund von Weech auf Anregung des von den Nazis eingesetzten Staatskommissars in der Hauptstadt Berlin, Julius Lippert, ein neues Wappen. Das Wappen zeigt einen aufrecht stehenden schwarzen Bären mit roter Zunge in einem zweifach rot geränderten weißen Schild. Auf dem Schild ruht eine stilisierte rote Mauerkrone. Dieses Wappen wurde anstelle des allein stehenden Bären in die Flagge gesetzt. Diese Flagge war während nationalsozialistischen Zeit aber nicht oft zu sehen, da wie in ganz Deutschland die nationalsozialistischen Symbole dominierten.
Nach Ende des Zweiten Weltkriegs wurden die Flagge mit dem Bären durch den ersten Verfassungsentwurf des Magistrats vom Januar 1946 (Artikel 1 (2)) bestätigt. Auch in der vorläufigen Verfassung der Alliierten vom 13. August 1946 heißt es: „Berlin führt Wappen, Siegel und Flagge mit dem Bären“, und im Entwurf der Stadtverordnetenversammlung für eine demokratische Verfassung von Berlin vom 22. April 1948 im Artikel 5 steht: „Berlin führt Flagge, Wappen und Siegel mit dem Bären, die Flagge mit den Farben Weiß-Rot“. Während man sich über den Bären als altes Symbol der Stadt einig war, gab es über die Ausformung des Bären-Wappens noch erhebliche Meinungsverschiedenheiten, so dass ein Wettbewerb ausgeschrieben wurde. Dieser kam durch die Teilung Berlins und Deutschlands nicht mehr zum Tragen.

Landesflagge von Berlin seit 1954 (3:5)

Nach Artikel 23 des Grundgesetzes für die Bundesrepublik Deutschland vom 23. Mai 1949 wurde Groß-Berlin ein Land der Bundesrepublik Deutschland. Das Grundgesetz konnte sich aber nur auf das Gebiet von West-Berlin erstrecken. West-Berlin bestätigte dies mit Artikel 1 Absatz II der Berliner Verfassung von 1950. Ebenfalls wurde in der Verfassung der Bär als Wappentier festgelegt. Da man aber immer noch kein neues Wappen und damit auch keine neue Flagge hatte, wurde 1952 ein erneuter Wettbewerb ausgeschrieben. Obwohl der Wappen-Entwurf von Richard Blank den Wettbewerb gewann, benötigte allein schon der Senat von Berlin ein Jahr, ehe er sich für den Entwurf aussprach. Bei der Mehrheit der Mitglieder des Abgeordnetenhauses von Berlin fand der Wappen-Entwurf aber keine Zustimmung. 1954 entschied man sich letztendlich für den mit dem 2. Preis ausgezeichneten Entwurf von Ottfried Neubecker. Das Wappen zeigt einen aufrechtstehenden Bären in silbernem Schild, auf dem eine goldene Laubkrone prangt. Bei der Stadt- und Landesflagge ersetzte man das Wappen von 1934 durch den Bären aus dem neuen Wappen nach Vorbild der Flagge von 1911. Neben der Stadt- und Landesflagge wurde auch eine Dienstflagge eingeführt. In ihr befindet sich anstelle des Bären das komplette Wappen (siehe Dienstflagge).

Flagge Ost-Berlins 1956–1990 (3:5)

In Ost-Berlin sah man vorerst keinen weiteren Handlungsbedarf. Die DDR bestand laut Verfassung von 1949 anfangs wie die Bundesrepublik aus Ländern, diese wurden jedoch später in Bezirke aufgeteilt. Wappen und Fahnen der Länder wurden nicht weiter genutzt. Diese Bezirke besaßen zwar auch eigene Wappen, diese waren aber keine amtlichen, gültigen und rechtskräftigen Hoheitszeichen. Laut Siegelordnung der DDR hatten die Städte und Gemeinden als Dienstsiegel das Staatsemblem der DDR zu verwenden. Laut Verfassung der DDR war ganz Berlin Hauptstadt. Als Hauptstadt führte Ost-Berlin Wappen und Flagge Groß-Berlins vorerst weiter, Ende der 1960er Jahre jedoch wurden schließlich nur noch die Hoheitszeichen der DDR verwendet. Zu kulturellen Zwecken wurde jedoch das Wappen von 1934 weiter genutzt.
Nachdem West-Berlin 1954 die neuen Flaggen einführte, konnte man bei nicht voll entfaltetem Flaggentuch die Flaggen von Ost- und West-Berlin nur schwer auseinanderhalten. Um Verwechslungen zu vermeiden und nicht eine neue Flagge einführen zu müssen, entschloss man sich in Ost-Berlin, ausschließlich die Dienstflagge Groß-Berlins zu verwenden, deren rote Streifen in ihrer Breite auf die Hälfte zu reduzieren und diese nach innen zu versetzen waren. Diese Flagge wurde seit der 750-Jahr-Feier Berlins in Ost-Berlin wieder offiziell gezeigt, Dienstgebäude wurden damit geschmückt.
Nach der deutschen Wiedervereinigung 1990, und damit auch der Berlins, wurde die Flagge von West-Berlin für das gesamte wiedervereinte Berlin übernommen und in der Verfassung von 1995 festgeschrieben. So führt Berlin mit geringfügigen stilistischen Änderungen heute die Flagge, die 1911 entworfen wurde. Der in der Flagge abgebildete Bär ist der Bär aus dem Wappen Berlins und symbolisiert die Stadt, die Farben Rot und Weiß, die Abstammung aus der Mark Brandenburg.

## Dienstflagge

allgemeine Dienstflagge des Landes Berlin 1954–2007 (3:5)

Dienstflagge der Mitglieder des Senats 1954–2007 (1:1)

Die allgemeine Dienstflagge war wie die Landesflagge gestaltet, nur dass sich anstelle der Wappenfigur das Landeswappen von Berlin mit weißem Schild und der Laubkrone im weißen Streifen befindet. Die Dienststellen des Landes Berlin, die überwiegend hoheitliche Aufgaben wahrnehmen, konnten die Dienstflagge statt der Landesflagge setzen. Die Dienstflagge der Mitglieder des Senats war ein gleichseitiges, weißes, rot gerändertes Rechteck mit dem Landeswappen. Die Dienstflaggen durften nur von den Dienststellen der Stadt Berlin und den Mitgliedern des Senates geführt werden.
Die Dienstflaggen wurden mit dem Gesetz über die Hoheitszeichen des Landes Berlin vom 13. Mai 1954 eingeführt. Im Juli 2007 wurde ein Entwurf zur Neufassung des Gesetzes erarbeitet, dessen Regelungen von 1954 in Teilen nicht mehr den Vorstellungen entsprachen. Insbesondere durch das Zusammenwachsen der Berliner und Brandenburger Behörden und Einrichtungen, sollte es wie auch im Land Brandenburg nur noch eine Landesflagge geben. Die Dienststellen verwendeten schon seit längeren nur noch die Landesflagge, einzig auf dem Rathausturm wehte noch bis August 2007 die Dienstflagge. Am 22. Oktober 2007 haben die Abgeordneten das neue Gesetz über die Hoheitszeichen des Landes Berlin beschlossen. Mit Inkrafttreten des neuen Gesetzes wurden die Dienstflaggen ungültig und archiviert.

## Beflaggung
Die Beflaggung wird in der Beflaggungsverordnung geregelt. Zu beflaggen sind in Berlin alle Gebäude und Gebäudeteile, die von Dienststellen und sonstigen Einrichtungen des Landes Berlin und der seiner Aufsicht unterstehenden Körperschaften, Anstalten und Stiftungen des öffentlichen Rechts benutzt werden, sowie Verkehrsmittel der Berliner Verkehrsbetriebe. Geflaggt wird an den in der Verordnung festgelegten Tagen oder auf Anordnung der Senatsverwaltung für Inneres. Die Trauerbeflaggung, Flaggen auf halbmast, findet am Tag des Gedenkens an die Opfer des Nationalsozialismus, am Volkstrauertag und auf Anordnung der Senatsverwaltung für Inneres statt.
Ohne besondere Anordnung wird an folgenden Tagen geflaggt:
a) am Tag des Gedenkens an die Opfer des Nationalsozialismus (27. Januar), Trauerbeflaggung,
b) am Frauentag (8. März),
c) am Jahrestag des 18. März 1848,
d) am Tag der Arbeit (1. Mai),
e) am Jahrestag der Befreiung vom Nationalsozialismus und der Beendigung des Zweiten Weltkriegs in Europa (8. Mai),
f) am Europatag (9. Mai),
g) am Jahrestag der Verkündung des Grundgesetzes (23. Mai),
h) am Jahrestag des 17. Juni 1953,
i) am Tag des Gedenkens an die Opfer von Flucht und Vertreibung (20. Juni),
j) am Jahrestag des 20. Juli 1944,
k) am Tag der Deutschen Einheit (3. Oktober),
l) am Jahrestag der Novemberrevolution und Ausrufung der Republik, der Novemberpogrome und des Berliner Mauerfalls (9. November),
m) am Volkstrauertag (zweiter Sonntag vor dem 1. Advent), Trauerbeflaggung,
n) am Tag der Wahl des Bundespräsidenten,
o) an den Tagen allgemeiner Wahlen (Wahl zum Europäischen Parlament, Wahl zum Deutschen Bundestag, Wahl zum Abgeordnetenhaus von Berlin und zu den Bezirksverordnetenversammlungen).
Die Beflaggung beginnt bei Sonnenaufgang, jedoch nicht vor 7:00 Uhr, und endet bei Sonnenuntergang. Erfolgt eine Beflaggung über mehrere Tage, so sind die Flaggen zum Sonnenuntergang einzuholen und am nächsten Morgen wieder zu hissen. Werden die Flaggen angestrahlt, können sie auch nach Sonnenuntergang gesetzt bleiben. Bei Hissflaggen blickt die Wappenfigur stets nach dem Flaggenmast, bei Bannern nach der Bundesflagge.
Die jeweiligen Bezirksämter können zu besonderen bezirksbezogenen Anlässen bezirkliche Beflaggung anordnen. Hier kann auch neben der Bundes- und der Landesflagge die Bezirksflagge gesetzt werden. Bei besonderen Anlässen oder Veranstaltungen, die nicht zu den vorgeschriebenen Beflaggungstagen zählen, können mit Zustimmung der Senatsverwaltung für Inneres auch nicht hoheitliche Flaggen gesetzt werden. Bei bezirklichen Anlässen bedarf es der Zustimmung des Bezirksamts.
Die Reihenfolge der Flaggen erfolgt in Berlin nach denselben Regeln wie beim Bund und den meisten Ländern. Mit Blick auf das Gebäude erfolgt die Beflaggung von links nach rechts, zuerst die überstaatlichen Flaggen, dann die Nationalflaggen, dann die Flagge der Länder, dann der Landkreis und so weiter. In Berlin wird links die Europaflagge, in der Mitte die Bundesflagge und rechts die Landesflagge gesetzt. Bei nur zwei Flaggenmasten wird die Europaflagge nicht gesetzt, dafür wird sie am Europatag an beiden Masten gesetzt. Werden zwischen der Europa- und der Bundesflagge andere hoheitliche Flaggen gezeigt, so sind diese von der Europaflagge aus in alphabetischer Reihenfolge der amtlichen deutschen Kurzbezeichnung der ausländischen Staatennamen zu setzen.
Beflaggungsbeispiele bei drei und zwei Flaggenmasten mit Sicht auf das Gebäude:
| Standardbeflaggung bei drei Flaggenmasten: | Standardbeflaggung bei drei Flaggenmasten: | Standardbeflaggung bei drei Flaggenmasten: |  | bei zwei Flaggenmasten: | bei zwei Flaggenmasten: |
| Europaflagge                               | Bundesflagge                               | Landesflagge                               |  | Bundesflagge            | Landesflagge            |
|                                            |                                            |                                            |  |                         |                         |
| am Europatag:                              |                                            |                                            |  |                         |                         |
| Europaflagge                               | Bundesflagge                               | Landesflagge                               |  | Europaflagge            | Europaflagge            |

Die Beflaggung einer gemeinsamen Landesbehörde oder Einrichtung sowie einer der Aufsicht einer Landesbehörde unterstehenden gemeinsamen Körperschaft, Anstalt oder Stiftung des öffentlichen Rechts der Länder Berlin und Brandenburg richtet sich nach den Rechtsvorschriften des Landes, in dem der jeweilige Sitz oder weitere Standort gelegen ist. Bei der Beflaggung von Gebäuden gemeinsamer Behörden oder Einrichtungen ist an der von außen auf das Gebäude gesehen rechten Seite die Brandenburger Landesflagge zu setzen. Daneben folgen in Abhängigkeit von der Anzahl der Flaggenmasten die Landesflagge, die Bundesflagge und die Europaflagge. Am Europatag wird an der von außen auf das Gebäude gesehen linken Seite beginnend in Abhängigkeit von der Anzahl der Flaggenmasten die Europaflagge, die Bundesflagge, die Landesflagge und die Brandenburger Landesflagge gesetzt.
Beflaggungsbeispiele bei gemeinsamen Behörden oder Einrichtungen mit Sicht auf das Gebäude:
| Standardbeflaggung bei: |              |                         |                              |
| 4 Masten                |              |                         |                              |
| 3 Masten                |              |                         |                              |
| 2 Masten                |              |                         |                              |
| Europaflagge            | Bundesflagge | Landesflagge von Berlin | Landesflagge von Brandenburg |
|                         |              |                         |                              |
| am Europatag bei:       |              |                         |                              |
|                         |              |                         | 4 Masten                     |
|                         |              | 3 Masten                |                              |
| 2 Masten                |              |                         |                              |
| Europaflagge            | Bundesflagge | Landesflagge von Berlin | Landesflagge von Brandenburg |